# Leiva
Pour les articles homonymes, voir Leiva (homonymie).
Leiva est une commune de la communauté autonome de La Rioja, en Espagne.

## Démographie
| 1900 | 1910 | 1920 | 1930 | 1940 | 1950 | 1960 | 1970 | 1981 |
| ---- | ---- | ---- | ---- | ---- | ---- | ---- | ---- | ---- |
| 678  | 692  | 634  | 654  | 712  | 689  | 609  | 510  | 427  |

| 1991 | 2001 | 2010 | - | - | - | - | - | - |
| ---- | ---- | ---- | - | - | - | - | - | - |
| 324  | 294  | 292  | - | - | - | - | - | - |

## Administration

### Conseil municipal
La ville de Leiva comptait 221 habitants aux élections municipales du 26 mai 2019. Son conseil municipal (en espagnol : Pleno del Ayuntamiento) se compose donc de 5 élus.
| Parti | Parti                                    | Voix | %       | Élus  |
| ----- | ---------------------------------------- | ---- | ------- | ----- |
|       | Parti populaire (PP)                     | 95   | 77,24 % | 4 / 5 |
|       | Parti socialiste ouvrier espagnol (PSOE) | 28   | 22,86 % | 1 / 5 |

### Liste des maires
| Mandat    | Maire | Maire                     | Parti       |
| --------- | ----- | ------------------------- | ----------- |
| 1979-1983 |       | Fausto Barahona Fuente    | CD          |
| 1983-1987 |       | Fausto Barahona Fuente    | AP          |
| 1987-1991 |       | Rodolfo Arco Rebollar     | AP          |
| 1991-1995 |       | Alfonso Chavarri Orive    | Indépendant |
| 1995-1999 |       | Gerardo Riaño Benito      | PP          |
| 1999-2003 |       | Gerardo Riaño Benito      | PP          |
| 2003-2007 |       | Gerardo Riaño Benito      | PP          |
| 2007-2011 |       | José M.ª Corcuera Briones | PP          |
| 2011-2015 |       | José M.ª Corcuera Briones | PP          |
| 2015-2019 |       | José M.ª Corcuera Briones | PP          |
| 2019-2023 |       | Ana María Carro Pedreira  | PP          |

## Personnalités liées à la commune
- Antonio de Leiva (1480-1536), militaire.